# Wikipédia en groenlandais
Wikipédia en groenlandais (en groenlandais : Wikipediap kalaallisuup oqaluttuassartaa ou Kalaallisut Wikipedia) est l’édition de Wikipédia en groenlandais, langue inuite parlée au Groenland. L'édition est lancée en décembre 2003 (page d'accueil), mais le 1er article apparaît en janvier 2005. Son code est : kl.
Au 21 mars 2025, l'édition en groenlandais contient 242 articles et compte 14 793 contributeurs, dont 13 contributeurs actifs et 3 administrateurs.

## Présentation

Aire de diffusion des langues inuites.
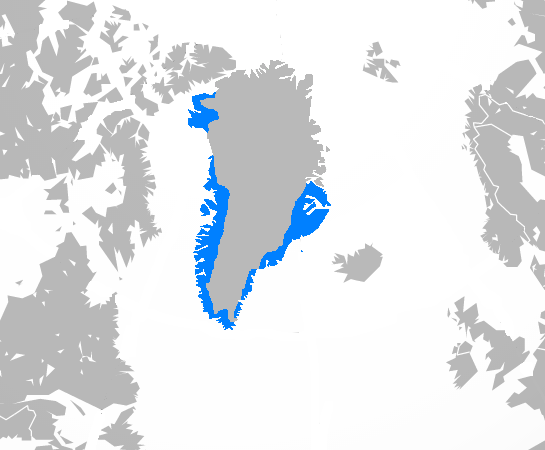
Aire de diffusion du groenlandais.
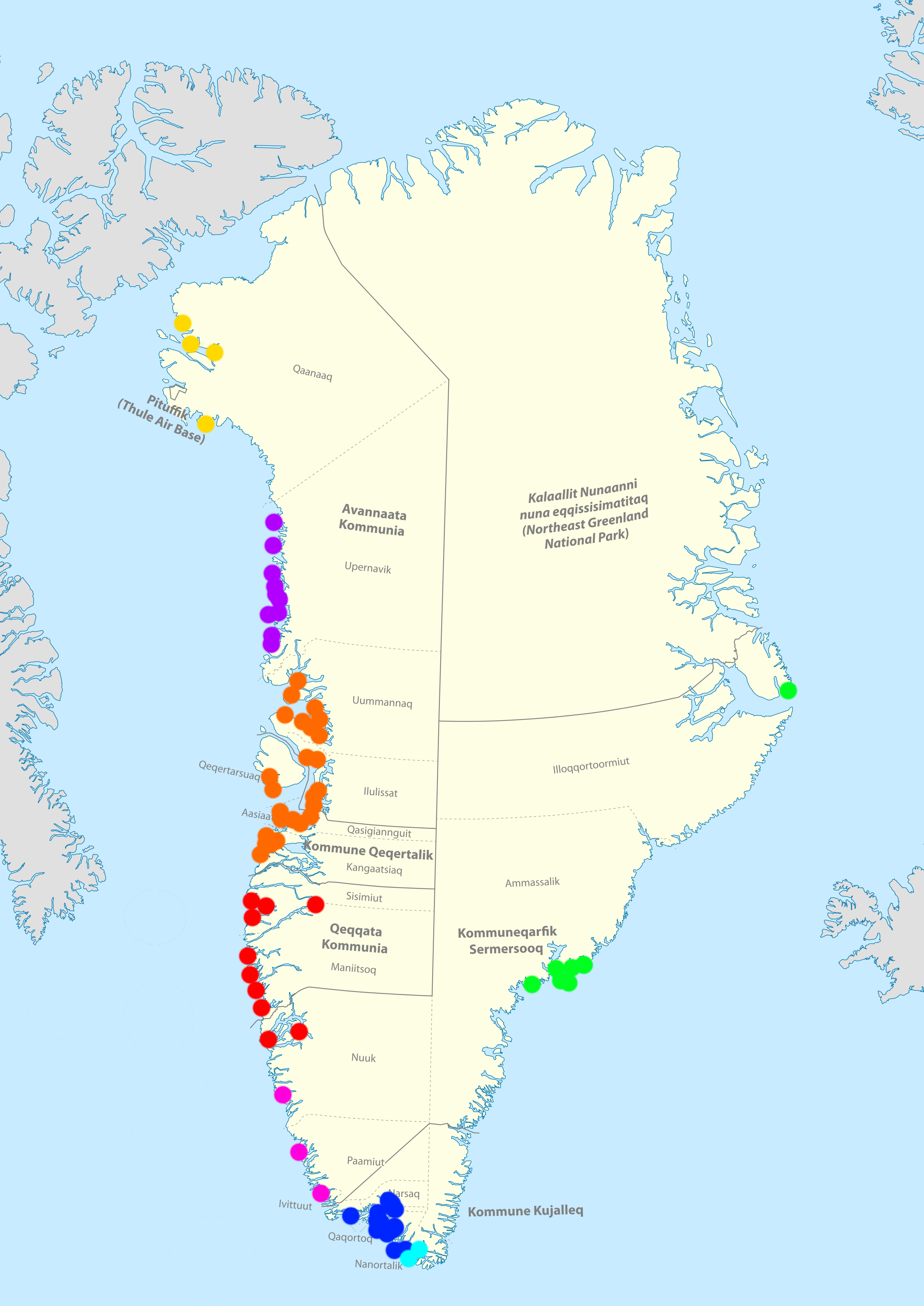
Les dialectes du groenlandais.

## Statistiques
- Le 4 octobre 2022, l'édition en groenlandais contient 242 articles et compte 12 383 contributeurs, dont 9 contributeurs actifs et 3 administrateurs.
- Le 25 septembre 2024, elle contient 244 articles et compte 14 186 contributeurs, dont 14 contributeurs actifs et 3 administrateurs.